# Henrik Dreyer
Carl Henrik "Henke" Dreyer, född 1 oktober 1980 i Kalmar, är en svensk tidigare handbollsspelare (mittsexa).

## Klubblagskarriär
Dreyers moderklubb är Lugi HF där han spelade 1998–2007 i A-laget och gjorde 231 matcher och 562 mål i elitserien. Sista säsongen 2006/2007 var han lagkapten. Sommaren 2007 lämnade han Lugi HF efter många framgångsrika år i klubben för att bli proffs i danska Viborg HK. Han spelade sedan för Viborg HK under tre säsonger. Sen slutade han sin aktiva karriär 2010 och återvände till Lugi som tränare för herrjuniorerna.

## Landslagskarriär
Henrik Dreyer spelade 33 ungdomslandskamper och gjorde 46 mål för Sverige 1999–2001, de flesta 2001 för U21-landslaget. Han deltog vid U21-VM 2001 och var med och vann brons.